# Bernard Van De Kerckhove
Bernard Van De Kerckhove (* 8. Juli 1941 in Moeskroen; † 15. September 2015 in Brügge) war ein belgischer Radrennfahrer.

## Sportliche Karriere
Bernard Van De Kerckhove war Profi von 1961 bis 1971 und erzielte in dieser Zeit insgesamt 29 Siege. Er startete unter anderem für die Radsportteams Solo, Pelforth und Faema. 1964 gewann er jeweils einen Abschnitt des Critérium du Dauphiné und von Paris–Nizza, im Jahre darauf das Rennen Omloop der Vlaamse Ardennen-Ichtegem und ein Jahr später den Stadsprijs Geraardsbergen. Herausragende Erfolge seiner Laufbahn waren zwei Etappensiege bei der Tour de France. 1964 gewann er eine Etappe, trug drei Tage lang das Gelbe Trikot und wurde 57. der Gesamtwertung, 1965 entschied er eine Etappe für sich, fuhr zwei Tage lang in Gelb, gab aber während der neunten Etappe auf.
Nach seiner aktiven Karriere wurde Van De Kerckhove Organisator des Rennens Drei Tage von De Panne-Koksijde (Driedaagse De Panne-Koksijde) und 2005 Präsident des Veloclubs De Panne.
Bernard Van De Kerckhove starb am 15. September 2015 im Alter von 74 Jahren an den Folgen einer Operation.